# Forte de Nossa Senhora das Neves (Brasil)
O forte de Nossa Senhora das Neves foi uma fortificação localizada à margem direita do rio Paraíba do Norte, na atual cidade brasileira de João Pessoa, estado da Paraíba, a cerca de dezoito quilômetros acima da foz.

## História

### Antecedentes
À época da Dinastia Filipina em Portugal, na colônia brasileira, após a retirada das gentes do Forte de São Felipe (Forte Velho) para a ilha de Itamaracá, em junho de 1585, mesmo incendiada e desarmada, a posição abandonada foi ocupada por corsários franceses e seus aliados indígenas.
Enquanto isso, o Ouvidor-mor da Capitania de Pernambuco, Martim Leitão, organizou uma segunda expedição para a conquista da Paraíba, em outubro de 1585. Com o auxílio de João Tavares, negociou a paz com os Tupiniquins sob o comando do cacique Pirajibe ("braço de peixe") e, juntos, derrotam os Potiguar. Foram assim, nova e definitivamente, lançando os alicerces da cidade de Filipeia de Nossa Senhora das Neves, atual João Pessoa, em 4 de novembro de 1585.

### O forte
Para defendê-la, utilizando-se da mão-de-obra de colonos, soldados e indígenas, iniciou a construção de um forte em alvenaria de pedra e cal pelo "mestre d'obras d'El Rey" Manoel Fernandes, de acordo com planta de autoria do Engenheiro alemão Cristóvão Linz. Na forma de um polígono quadrangular regular de 15 braças (33 metros) de lado, com dois baluartes, foi guarnecido por cinqüenta soldados espanhóis e artilhado com oito peças. SOUZA (1885) remonta este forte a novembro de 1585, computando-o como estrutura antecessora do Forte de Santa Catarina do Cabedelo (op. cit., p. 78), para quem perdeu importância estratégica.
Também conhecido como Forte do Varadouro, o seu primeiro comandante foi o Capitão espanhol Francisco Morales, em fevereiro de 1586 (SOUZA, 1885:78; BARRETTO, 1958:113-114), que, como Francisco de Castrejón, seu conterrâneo, também se desentendeu com os administradores portugueses, desertando para a Espanha.
Confundido com as ruínas do Forte de São Filipe, que SOUZA (1885) localiza a uma légua acima do Forte de Santo Antônio, relatando que, à época (1885), nada restava dessa estrutura (op. cit., p. 78), compreende-se que é esta estrutura que está identificada por João Teixeira Albernaz, o velho sob a legenda "D - Sítio onde esteve o primeiro forte" (mapa Paraíba ou rio de São Domingos. inb: Livro que dá Razão do Estado do Brazil, c. 1616. Biblioteca Pública Municipal do Porto), também conhecido como Forte Velho. Nesse sentido, seriam essas as ruínas que encontram-se tombadas pelo Serviço do Patrimônio Histórico e Artístico Nacional desde 1938, matéria que carece de estudo complementar.